# ジョセフ・ジュール・ブレビエ
ジョセフ・ジュール・ブレビエ（フランス語: Joseph-Jules Brévié,、1880年3月12日 - 1964年7月28日）は、フランスの政治家。1930年から1936年までフランス領西アフリカ総督、1937年から1939年までフランス領インドシナ総督を務めた。自由主義的で人文主義的な政策を推進し、植民地の人々への深い理解と文明の尊重が重要であると考えていた。第二次世界大戦時には、1942年4月から1943年3月まで海外県・海外領土大臣を務めた。ヴィシー政権に参加したため、戦後は階級と年金を剥奪された。

## 生涯

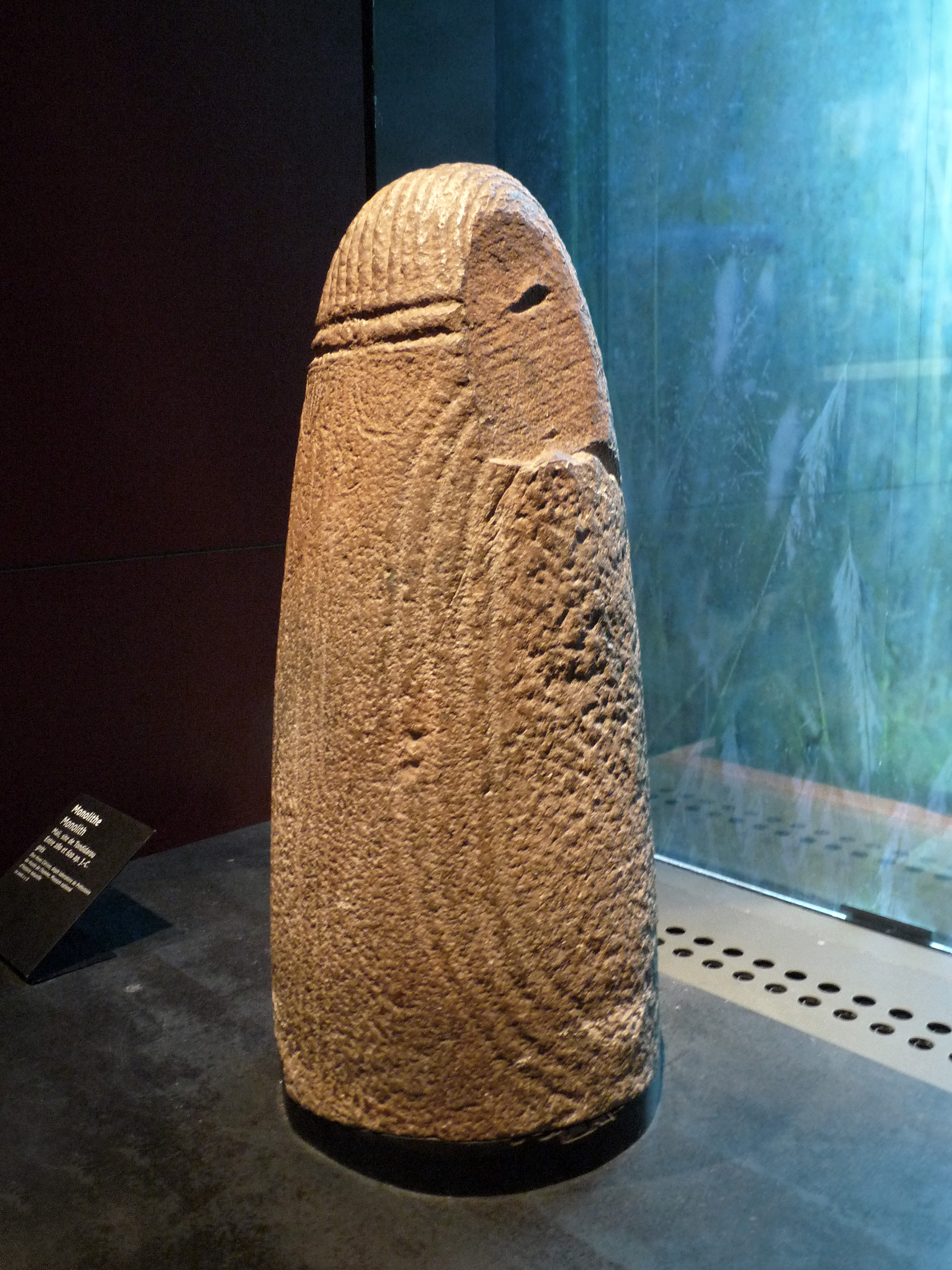
Monolith found by Brévié in Mali, now in the Musée du quai Branly

ジョセフ・ジュール・ブレビエは1880年3月12日、オート＝ガロンヌ県のバニェール＝ド＝リュションに生まれる。エコール・コロニアルを卒業し、1902年に行政官に任命された。1903年1月から4月までダカールの政府総督府の財務部に勤務した。ブレビエは、フランス領オー・セネガル・ニジェール植民地の拡大と組織化に関与した。 1903年から1906年、1907年から1909年、1910年から1912年にはバマコ、ニアフンケ、ブグニに勤務した。1904年、現在のマリのTondidarou付近で石碑を発見した。